# Invasies van gurkha's in Tibet
De invasies van gurkha's in Tibet in 1788 en 1791 werden uitgevoerd door Nepalese gurkhastrijders in delen van westelijk Tibet.
Gurkha's stammen oorspronkelijk van de rajputs in India en hadden zich in 1769 gevestigd als dynastie van Nepal.

## Aanloop

### Tiende shamarpa

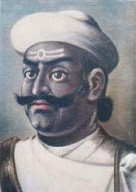
Leading Nepali Commander

Na het overlijden van de zesde pänchen lama, Lobsang Pälden Yeshe, in Peking aan pokken, stelde de Chinese keizer Qianlong een grote hoeveelheid goud ter beschikking aan de broers en zusters van de overleden pänchen lama.
De tiende shamarpa, Mipam Chödrub Gyatso, was een broer van de pänchen lama. Hij vond dat hij in de verdeling van die rijkdom ernstig tekort was gedaan, sloot een gelegenheidsalliantie met nog enkele anti-gelugkrachten in Tibet en vluchtte naar Nepal.
Gedurende zijn verblijf daar haalde hij koning Rana Bahadur van Nepal over hem te assisteren - voor een beloning - bij het alsnog verkrijgen van wat hij als zijn rechtmatig eigendom zag. Hij spiegelde de koning voor, dat de bodem van Tibet vol kostbare metalen zat en dat de kloosters volgepropt waren met rijkdommen.

### Verstoorde handelsrelatie met Nepal
Tegen de achtergrond was Nepal tussen 1640 en 1791 leverancier geweest van Tibetaanse muntstukken. De tweede koning van de Shah-dynastie, Pratap Singh Shah, leverde nog tussen 1775 en 1777 munten van meerdere metalen. Daarna hadden Nepalezen geprobeerd opnieuw munten in Tibet te introduceren van een goede kwaliteit zilver tegen een aanzienlijke premie in vergelijking tot de Malla- en Pratap Simha-munten. De Tibetanen weigerden deze munten, met als gevolg dat de handel tussen beide sterk verstoord was.
Naast deze verstoring volgde een verhoging van de prijs van het zout uit de Tibetaanse zoutmeren en meningsverschillen over de kwaliteit van het zout. Voor de stokende tiende shamarpa was het een goede gelegenheid om de hebzucht van de Nepalezen op te hitsen.

## Invasie van 1788

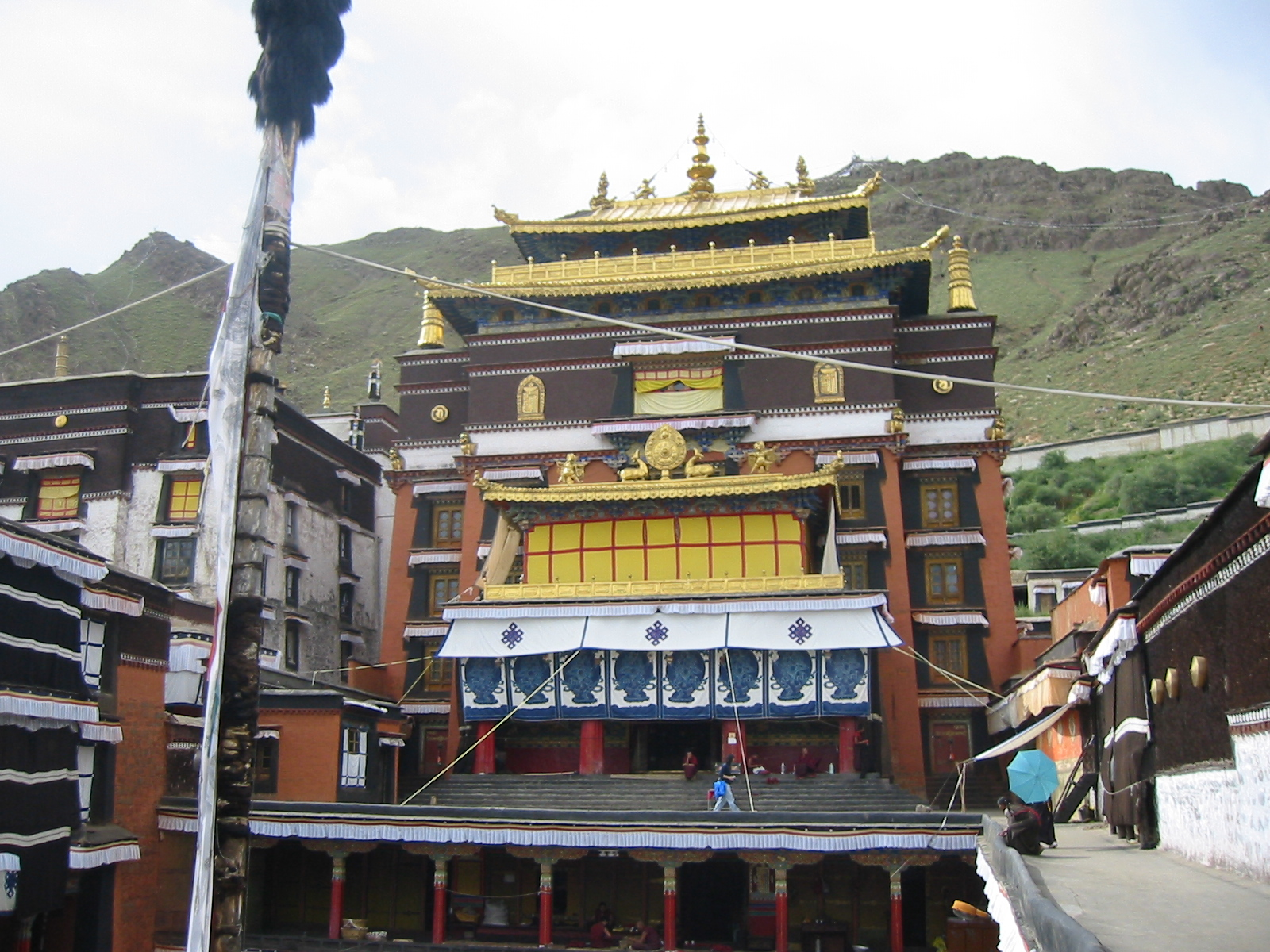
Tashilhunpo in 2002

Het gurkhaleger viel Tibet binnen in 1788 en bezette daarbij onder meer Nyalam, Drongpa, Gyirong tot en met de Shelkar Dzong in Tingri. Verder werd ook nog de macht in de rijke stad Shigatse overgenomen. Tashilhunpo, het hoofdklooster van de pänchen lama's dat hier gevestigd is, werd hierbij geplunderd. De zevende pänchen lama, Pälden Tenpey Nyima, vluchtte naar Lhasa. Vanuit de hoofdstad waren de dalai lama en de beide ambans niet in staat tot een georganiseerd en efficiënt antwoord.
De inval van de gurkha's bracht de beide Chinese ambans in Lhasa in een moeilijk parket. Onder het Mantsjoe-systeem van absolute verantwoordelijkheid was het excuus dat ze niet de militaire kracht hadden de invasie terug te slaan van geen enkele waarde. Wanneer de ambans de situatie niet zouden oplossen, zou hen dat in elk geval hun positie kosten, mogelijk ook het leven.
De twee ambans en generaal Pa Chung die het kleine contingent commandeerde wilden zich van hun verantwoordelijkheid kwijten voordat de keizer op de hoogte kwam van de situatie. De ambans oefenden druk uit op de Tibetanen om te onderhandelen met de Nepalezen, wat uiteindelijk gebeurde in Gyrong, door een van de kalons uit Lhasa. De Nepalezen stelden enorme eisen en werden afgekocht met een jaarlijkse bijdrage van omgerekend ca. 28 kg goud. Naar de Chinese keizer werd een brief gestuurd dat de gurkha's waren verslagen.
Een dergelijke list was in de tijd van de Mantsjoe-dynastie niet uitzonderlijk. Volgens Britse functionaris Charles Alfred Bell stond de keizer in Tibet bekend als een zak met leugens. Hiermee bedoelde hij dat de keizer slecht op de hoogte was van de werkelijke gang van zaken in Tibet, door toedoen van de vele onjuiste rapporten die hem werden toegestuurd.

## Invasie van 1791
Tegen de tijd dat de gurkha's de bijdrage wilden incasseren, scheepten de ambans ze af met verdere beloftes. In 1791 was het geduld uiteindelijk op en kwam het gurkhaleger terug om zijn deel op te eisen. De gurkha's trokken voorbij de berg Kailash en bezetten geheel Tsang, het westelijke deel van U-Tsang dat voor westerlingen beter bekend is onder de naam Centraal-Tibet. De jonge pänchen lama moest hierdoor opnieuw naar Lhasa vluchten.
Ze bezetten opnieuw de stad Shigatse en vernielden en plunderden het klooster Tashilhunpo, waarop de dalai lama zich genoodzaakt zag de waarheid achter de vorige invasie aan Qianlong mee te delen en versterkingen aan de keizer te vragen. De Chinese generaal, die eerder de keizer van de verzonnen overwinning op de hoogte had gebracht, zag geen andere mogelijkheid en nam zich het leven door middel van verdrinking.
Qianlong zond een leger naar Tibet dat samen met het Tibetaanse leger de Nepalese troepen het land uitzette en tot diep in Nepal terugdrong. De legers dicteerden de vrede in de hoofdstad Kathmandu en de gurkha's werden gedwongen hun onderwerping aan de keizerlijke troon te betuigen, inclusief schatplicht. De gurkha's werden opgedragen vijfjaarlijks een reis door Tibet naar Peking te maken om hun bijdrage aan de keizer af te dragen. De Nepalese koning Rana Bahadur kreeg hiervoor een titel en een pauwenveer terug.
Verder werden alle geplunderde schatten teruggegeven en ook twee gevangengenomen lama's vrijgelaten. De shamarpa kwam door vergiftiging het leven; niet bekend is of hij het vergif vrijwillig innam of dat hij daartoe was gedwongen. Het verdrag werd meer dan honderd jaar gerespecteerd. De laatste Nepalese delegatie kwam in 1908 aan in Peking.

## Gevolgen

### Verbod op reïncarnatie
De tiende shamarpa kreeg de schuld van de ellende die hij had veroorzaakt. Als straf hiervoor legde de achtste dalai lama, Jampäl Gyatso, hem een verbod op tot reïncarnatie dat pas in 1964 door de veertiende dalai lama, Tenzin Gyatso, werd opgeheven.
De familie van de shamarpa werd al haar bezittingen ontnomen; de helft werd aan de kloosters geschonken, de andere helft door de Chinezen geconfisqueerd.

### Uitbreiding controlemechanismen van China
De Chinezen profiteerden van deze oorlog door uitbreiding van een aantal controlemechanismen op het protectoraat Tibet. In 1793 vaardigde keizer Qianlong een decreet uit. Voor Tibet betekende de met hulp van de Mantsjoe-keizer behaalde zege op de gurkha's het einde van de binnen- en buitenlandse politieke autonomie. Het decreet bestond uit 29 maatregelen, waaronder:
Inperking macht van de macht van de dalai lamaDe achtste dalai lama, Jampäl Gyatso, had de regering over Tibet tot 1786 overgelaten aan de regent in Tibet, de eerste Tsemönling rinpoche. Na zijn korte regeerperiode en machteloosheid tijdens deze invasies werden zijn wereldlijke bevoegdheden weer door Qianlong ingetrokken.
Beperking in het leggen van contact met PekingDe dalai lama en pänchen lama werd de bevoegdheid ontzegd direct contact te leggen met de keizerlijke troon in Peking. Deze bevoegdheid viel alleen de beide ambans toe.
Gouden urn-procedureVoor de bepaling van de reïncarnatie van een hoge tulku in Tibet, zoals de dalai en pänchen lama, introduceerde de keizer de procedure van de Gouden urn. Deze was bedoeld om misbruik door de geestelijke elite tegen te gaan.
Garnizoen in LhasaQianlong vergrootte het permanente garnizoen soldaten in Lhasa dat de Chinese ambans ter beschikking stond.
Eigenhandige macht van de ambansDe ambans werden naast de dalai en pänchen lama gemachtigd, eigenhandig regeringszaken door te voeren. Ook moesten alle Tibetaanse ambtenaren hun beslissingen aan de ambans voorleggen.
Ministeries in handen van ambansDe ambans kregen de directe zeggenschap op de terreinen staatsfinanciën, belastingen, internationale handel, grensverdediging en buitenlandse betrekkingen.
Gezien de inperking van de macht in Tibet er zelden tot stabiliteit had geleid, ging de inperking van de bevoegdheden gepaard met een afzondering van de buitenwereld. Deze afzonderingspolitiek werd daarbij ook door de geestelijkheid van de drie grote Tibetaanse kloosterorganisaties Drepung, Sera en Ganden ondersteund, zodat Tibet begin 19e eeuw werd omgevormd tot een verboden land voor onder meer ontdekkingsreizigers in Tibet en anderen die niet afkomstig waren uit Tibet of China. Het beeld verboden land bleef tot ver in de 20e eeuw tot de verbeelding spreken bij veel westerlingen.
In de praktijk verslapte de greep van China op Tibet in de loop van de 19e eeuw, mede vanwege verschillende oorlogen waarin China zelf was verwikkeld, zoals de Eerste Opiumoorlog (1839-42), de Taiping-opstand (1851-64), de Tweede Opiumoorlog (1851-64) en de Eerste Chinees-Japanse Oorlog (1894-95). Dit had tot gevolg dat tijdens de aanvallen uit Ladakh, de zogenaamde Dogra-oorlog, in 1841 bijstand van het Chinese leger gering was en bij de Tibetaans-Nepalese Oorlog in 1855 en 1856 geheel achterwege bleef.